# Кассоне, Джузеппе
Джузеппе Кассоне (итал. Giuseppe Cassone, 1843[…] — 1910[…]) — итальянский писатель, поэт и переводчик.

## Биография

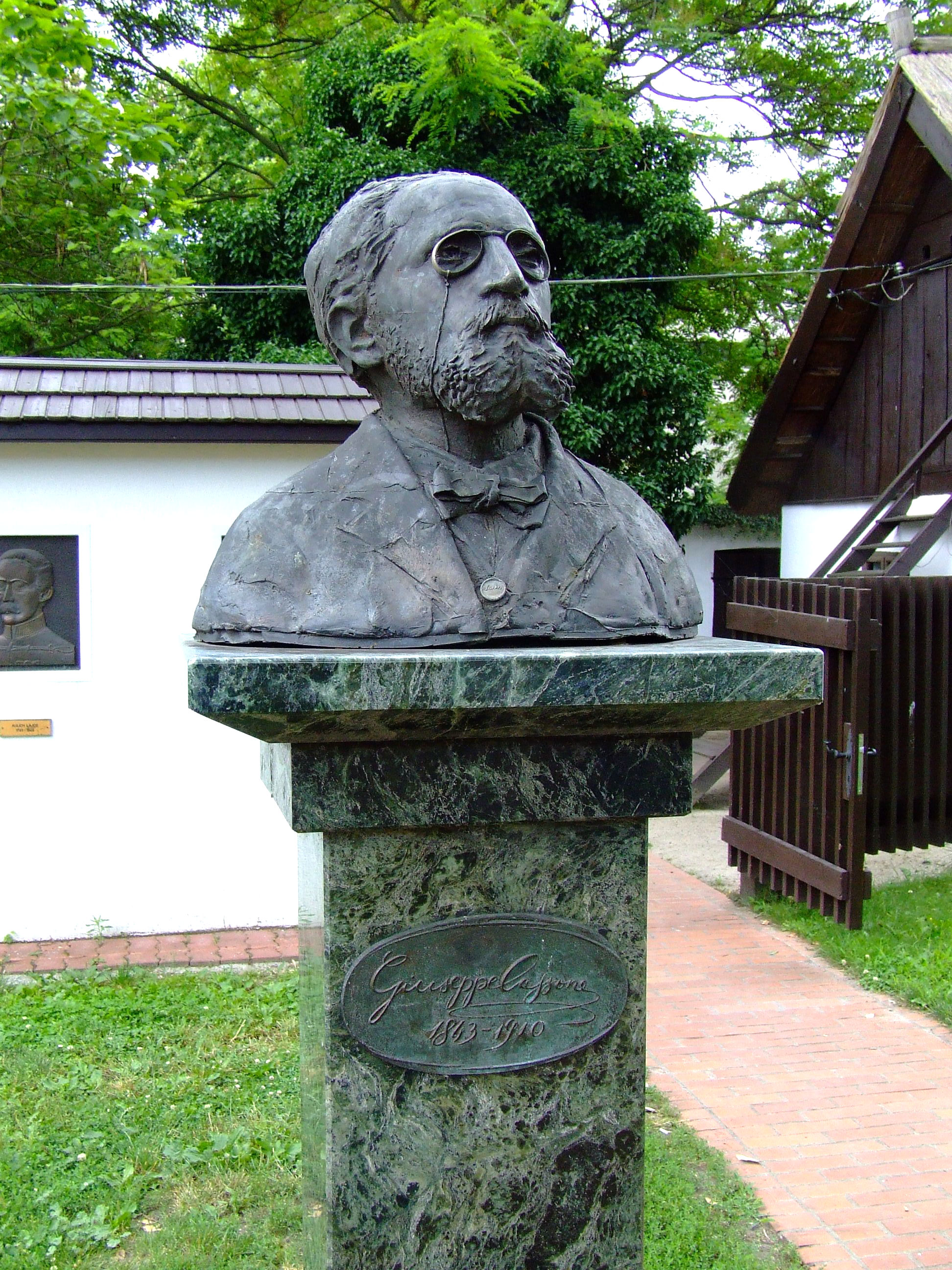
Бюст в Музее Ш. Петёфи

Четвёртый ребенок из десяти детей в семье архитектора и инженера-строителья Луиджи и Микелы Рицца из Сиракуз. Учился у писателя и священника Коррадо Свано. В 1860 году сбежал из семьи, чтобы присоединиться к добровольцам Гарибальди, но отец заставил его вернуться домой.
Учился на юриста в университете Катании, в 1864 году был призван на военную службу и участвовал в операциях против разбойников в Калабрии. Поступил в Военную академию Турина, но в 1867 году был уволен по болезни. Оглохший, с парализованными ногами, оставшуюся жизнь он проводил между кроватью и креслом, терзаем периодической острой болью и ослаблением зрения, в изучении немецкой и итальянской, французской и русской, английской и венгерской романтической поэзии.
Известен своими переводами на итальянский язык произведений Шандора Петёфи (1823—1849). Венгерский язык выучил самостоятельно. Член литературных обществ Petőfi (1880) и Kisfaludy (1882). Опубликовал свои переводы и рассказы об итальянской литературной жизни в «Сравнительном литературно-историческом журнале» Клуж-Напоки (Acta Comparationis Litterarum Universarum) и в «Восточном журнале». Благодаря ему появились первые итальянские переводы следующих работ Петёфи:
Sogno incantato (Сказочный сон). Ассизи, 1874.
Il pazzo (Безумный). Noto, 1879.
Foglie di cipresso sulla tomba di Etelke (Cipruslombok Etelke sírára). Ното, 1881.
L’Apostolo, con intzzione di Ignác Helfy. Рим, 1886.
В 1906 году перевёл на итальянский язык роман в стихах «Евгений Онегин» Пушкина (первый стихотворный перевод на итальянский язык).
Копии некоторых из его любовных писем Маргит Хирш, девушке из Пешта, хранятся в Литературном музее Петёфи.